# 무안중학교 (경남)
무안중학교(武安中學校)는 대한민국 경상남도 밀양시 무안면 신법리에 있는 공립 중학교이다.

## 학교 연혁
- 1947년 3월 15일 : 무안 소방회관을 가교사로 시작
- 1947년 4월 17일 : 무안 고등공민학교 인가
- 1949년 9월 1일 : 무안 고등공민학교 개칭
- 1951년 7월 11일 : 무안중학교로 교명 변경
- 1958년 2월 17일 : 공립중학교 승격인가
- 2022년 3월 1일 : 3학급으로 학칙 변경
- 2023년 1월 6일 : 제73회 졸업식(졸업생수 15명, 총 졸업생수 10,827명)
- 2023년 3월 1일 : 제30대 이상제 교장 부임
- 2023년 3월 2일 : 입학식(남 3명, 여 2명 계 5명)

## 참고 자료
- 무안중학교 - 한국교육학술정보원 학교알리미